# Xian de Ningjin (Hebei)
Pour les articles homonymes, voir Ningjin.
Le xian de Ningjin (宁晋县 ; pinyin : Níngjìn Xiàn) est un district administratif de la province du Hebei en Chine. Il est placé sous la juridiction de la ville-préfecture de Xingtai.

## Démographie
La population du district était de 711 382 habitants en 1999.